# Serrenti
Serrenti (sardisk: Serrènti) er en by og en kommune (comune) i provinsen Sud Sardegna i regionen Sardinien i Italien. Byen ligger i 114 meters højde og har 4.854 indbyggere (2016). Kommunen har et areal på 42,78 km² og grænser til kommunerne Furtei, Guasila, Nuraminis, Samassi, Samatzai, Sanluri og Serramanna.